# Aster himalaicus
Aster himalaicus là một loài thực vật có hoa trong họ Cúc. Loài này được C.B.Clarke mô tả khoa học đầu tiên năm 1876.